# Емілі Даймонд
Емілі Даймонд (англ. Emily Diamond) — британська легкоатлетка, спринтерка, олімпійська медалістка, чемпіонка Європи, призерка чемпіонату світу.
Улюблені дистанції Даймонд — 200 м та 400 м.
Усі свої нагороди, зокрема бронзову медаль Олімпіади в Ріо-де-Жанейро, вона отримала в складі естафетної четвірки Великої Британії на дистанції 400 метрів.